# Langues de la Hanse à Novgorod
 Les langues de la Hanse à Novgorod constituent l'une des dimensions culturelles principales entre les partenaires. Celle qui forme d'abord un obstacle aux échanges culturels et même à des relations commerciales stables et avantageuses pour tous durant la période du Moyen Âge. En l'absence d'une lingua franca, il fallait qu'une partie transige et maîtrise la langue de l'autre pour mener des négociations et les conclure. 

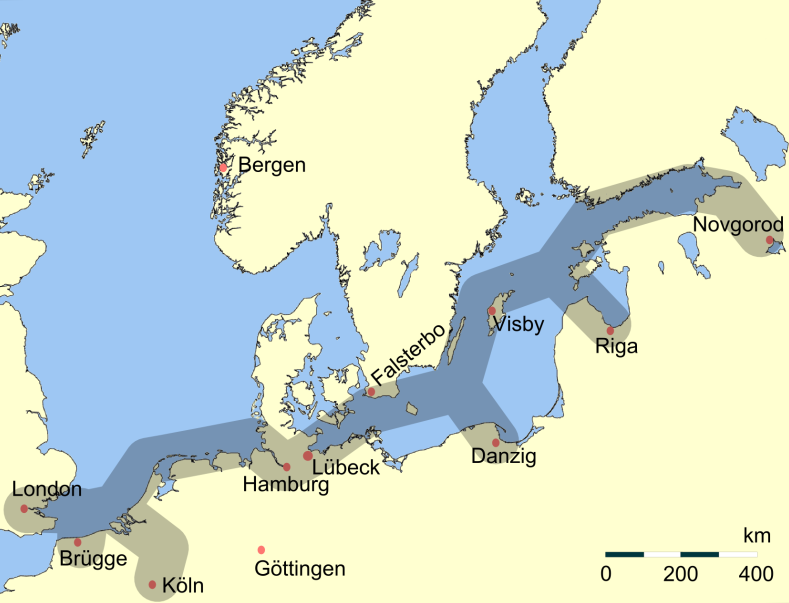
Les routes de la Hanse

## Le latin
Le latin ne pouvait servir dans les relations entre la Hanse et la Rus' et encore moins dans les rapports entre la population locale et les négociants de passage. Pour les Novgorodiens, l'expression langue latine servait à désigner les étrangers en général et ceux qui étaient catholiques en particulier. Cette question de foi était encore un obstacle plus important que la barrière linguistique. Le latin symbolisait l'abîme séparant la Novgorod orthodoxe de ses partenaires occidentaux. Il était impensable de négocier et de conclure des traités en latin. Et c'est ce qui fut.    

## Le vieux russe
Les Novgorodiens utilisaient uniquement le vieux-russe dans leurs activités quotidiennes et dans leurs relations commerciales. Il servait de langue officielle pour la correspondance et dans la correspondance de la vie privée et commerciale.
Durant toute leur histoire les instances de Novgorod furent inflexibles pour que les rapports avec la Hanse se fasse en vieux-russe et sur leur propre territoire. La Hanse eut donc à maîtriser le vieux-russe, sauf peut-être vers la fin de leurs relations.  
Les négociants Flamands, Scandinaves, Anglais et Français ne participaient pas directement au commerce avec Novgorod. C'étaient des intermédiaires de la Hanse qui négociaient avec les Novgorodiens. Ces derniers avaient barré l'accès de la ville de Novgorod par le Volkhov. 
Ce blocus fluvial était complété par un blocus linguistique en instaurant un monopole de la traduction officielles du russe en bas-allemand. La connaissance de la langue russe était une compétence essentielle pour les marchands qui traitaient avec la Rus'. Il existait des manuels de conversation au XVIe siècle et XVIIe siècle. Les auteurs de ces manuels étaient souvent les jeunes fils des négociants. En effet on considérait que, passé l'âge de 20 ans, il n'était plus possible d'apprendre une langue aussi difficile que le russe . 
« Nen lerekint boven twintich jar olt scal leren de sprake in deme Nougardeschen richte noch to Nougarden enbinnen, eh se we he si, de in de kopmannes rechte wesen wille »
Par décision d'un congrès de la Hanse de 1423 à Lübeck et en 1434 à Wolmar, il était même interdit aux Néerlandais, aux Anglais et autres concurrents occidentaux d'apprendre le russe ni aux Russes d'aider les Hollandais, Zélandais, Campinois, Flamands et Anglais pour la langue ,.
La Hanse souhaitait établir des relations en bas-allemand parce que des textes s'adressaient à toutes les villes de la Hanse qui étaient concernées mais aussi pour limiter le cercle des participants et renforcer le contrôle des villes allemandes sur les échanges avec le Nord de l'Europe.  
Les échanges entre l'Europe et la Russie se multiplient et le Hollandais se taillent la part du lion dans ceux-ci. Vers 1650,  90 % des marchandises russes destinées à l'Europe passent par Amsterdam. Le néerlandais est d'usage très courant et au milieu du XVIIe siècle alors qu'une ambassade est envoyée à la cour du roi Louis XIV on s'aperçoit que ni le chef de mission russe, ni son interprète ne parlent le français. Le discours original est donc traduit du russe en néerlandais, puis du néerlandais en français.

## Le bas-allemand ou le néerlandais
Les villes de la Hanse utilisaient le moyen bas-allemand langue des régions du nord de l'Allemagne et très proche du néerlandais et de l'anglais. À l'origine le bas-allemand n'était utilisé à Novgorod que dans les rapports verbaux et ce n'est qu'au XIIIe siècle qu'il est utilisé comme langue écrite, alors qu'en Europe occidentale c'est la latin qui servait pour l'écrit. À Novgorod les hanséates comprenaient le néerlandais sans interprètes (en Angleterre le français pouvait servir de langue de communication).